# Xã Gillford, Quận Wabasha, Minnesota
Xã Gillford (tiếng Anh: Gillford Township) là một xã thuộc quận Wabasha, tiểu bang Minnesota, Hoa Kỳ. Năm 2010, dân số của xã này là 572 người.